# Adolf Negatsch
Adolf Negatsch (* 24. November 1904; † 1992) war ein deutscher Politiker der Ost-CDU. Er war von 1946 bis 1950 Landtagsabgeordneter in Sachsen-Anhalt. Am 31. Januar 1950 wurde er aus seiner Partei ausgeschlossen, woraufhin er nach West-Berlin floh.

## Leben
Negatsch stammte aus Oberschlesien. Seine Eltern starben, als ihr Hof abbrannte, während er noch ein Kind war. Negatsch arbeitete, bevor er an der Universität Breslau Rechts- und Staatswissenschaften studierte, in der Landwirtschaft und im Bergbau. Sein Studium schloss er mit einer Dissertation ab. Während seines Studiums war er Mitglied im Windthorstbund, der Jugendorganisation der Zentrumspartei. Der Zentrumspartei gehörte er bis zu ihrer Auflösung 1933 an.
Nach seinem Studium betätigte er sich als Rechtsanwalt; nach der Machtergreifung der Nationalsozialisten verlor er jedoch aufgrund seines Eintretens für die Zentrumspartei seine Zulassung. Negatsch beteiligte sich am christlichen Widerstand gegen den Nationalsozialismus. Zwischen 1939 nahm er am Zweiten Weltkrieg teil. Nach Kriegsende gelangte er nach Burg, wo er sich am Wiederaufbau der Justiz beteiligte und Oberamtsrichter wurde.
In Burg initiierte Negatsch die Gründung der CDU und war Vorsitzender des Kreisverbandes der CDU. Bei der Landtagswahl in Sachsen-Anhalt 1946 wurde er für die CDU in den Landtag gewählt. Er gehörte dem Ausschuss für Rechts- und Verfassungsfragen sowie der Fraktionsleitung der CDU an. Negatsch war mit Jakob Kaiser befreundet und brach die Beziehung auch nicht ab, nachdem Kaiser als Vorsitzender der Ost-CDU abgesetzt worden war. Ferner war er Gegner der Bodenreform in der Sowjetischen Besatzungszone. Am 10. Oktober 1949 protestierte er im Plenum mit mehreren Fraktionskollegen gegen die Gründung der DDR durch Auszug aus dem Saal; Negatsch hatte die Aktion organisiert. Infolgedessen wurde Negatsch Opfer einer Kampagne gegen seine Person. Der CDU-Landesvorstand schloss ihn am 31. Januar 1950 aus der Partei aus und sein Landtagsmandat wurde aberkannt.
Durch die Aberkennung des Mandats verlor Negatsch seine politische Immunität, wodurch er in die Gefahr der Verhaftung geriet. Ende Februar 1950 floh er daher nach West-Berlin. In einem Brief an seine Parteifreunde erklärte er, dass er sich „in letzter Minute […] dem Zugriff der SED-Gestapo“ habe entziehen können. Auch in West-Berlin gehörte Negatsch der CDU an und arbeitete beim Ostbüro der CDU mit, ferner war er Mitglied des Vorstands der Exil-CDU; dazu war er Vorsitzender des Ehrengerichts der Exil-CDU. Beruflich betätigte er sich als Richter am Amtsgericht. Auch nach seiner Flucht blieb Negatsch im Visier des Ministeriums für Staatssicherheit (MfS). Am 4. März 1957 wurde gegen ihn ein Haftbefehl erlassen. Eine in Dresden lebende Verwandte Negatschs und ihren Ehemann warb das MfS als inoffizielle Mitarbeiter an. Mehrfach versuchte es, Negatsch mithilfe des Ehemanns der Verwandten nach Ost-Berlin zu locken und dort festzunehmen; dieser verweigerte jedoch die Beteiligung an der Entführung. Erst am 8. März 1961 stellte das MfS die Bearbeitung Negatschs ein.
Er war seit 1925 Mitglied der katholischen Studentenverbindung KDStV Vindelicia München im CV.
In Burg wurde der Dr.-Negatsch-Platz nach ihm benannt.